# اوریکا

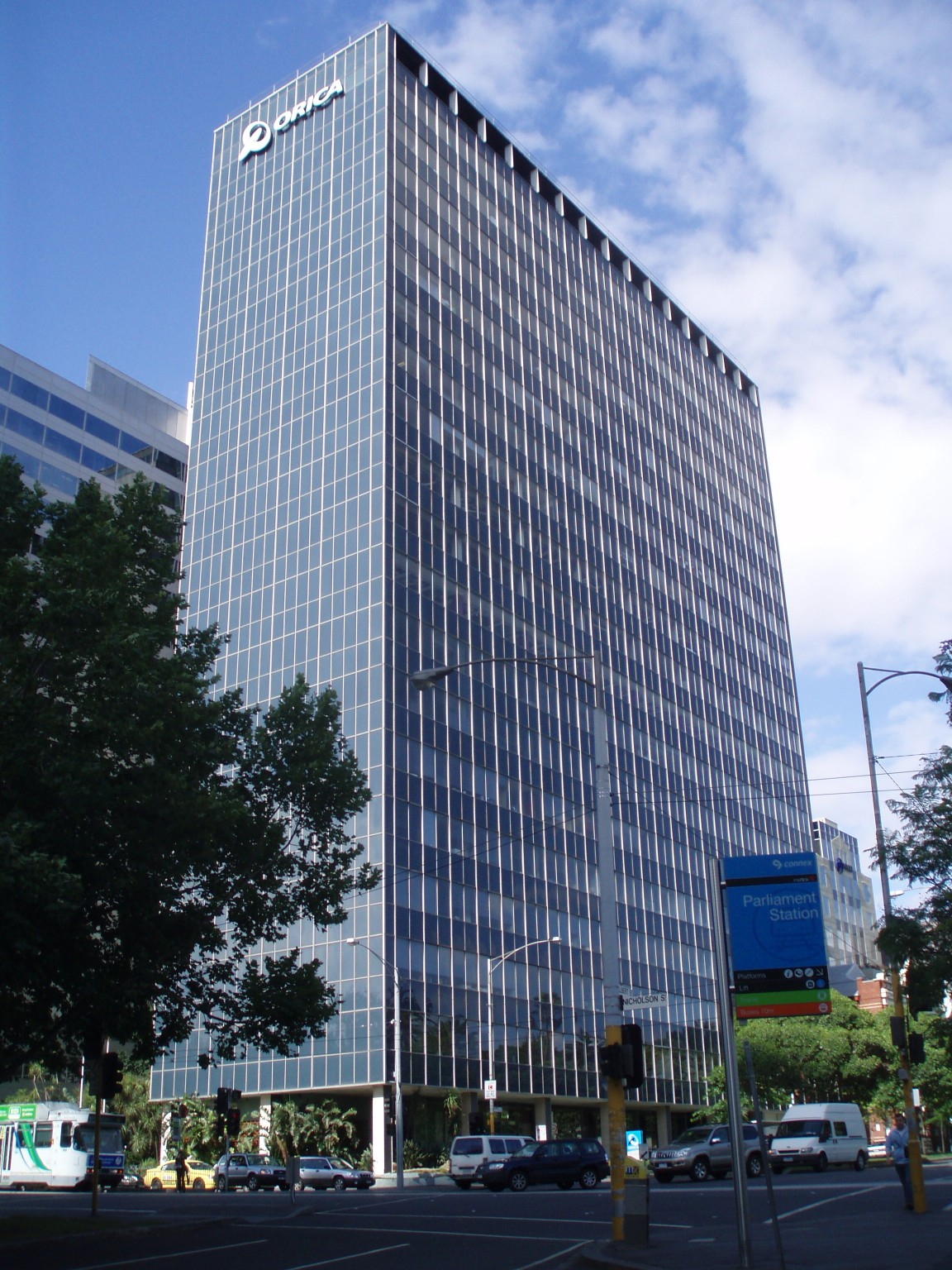
ساختمان مرکزی اوریکا در ملبورن

اوریکا (به انگلیسی: Orica) شرکت استخراج معادن و صنایع شیمیایی استرالیایی و چندملیتی است، که در زمینه پشتیبانی استخراج معادن فلزات، سیستم‌های انفجار و تونل‌زنی، همچنین تولید انواع مختلف مواد شیمیایی، فعالیت می‌کند.
شرکت اوریکا در سال ۱۸۴۷ فعالیت خود را به‌عنوان تامین‌کننده مواد منفجره معدن طلای ویکتوریا استرالیا، آغاز کرد و در حال حاضر دارای عملیات در ۵۰ کشور می‌باشد و محصولاتش را به بیش از ۱۰۰ کشور جهان عرضه می‌نماید.
دفتر مرکزی این شرکت در شهر ملبورن، استرالیا قرار دارد و بخشی از سهام آن در بازارهای بورس اوراق بهادار استرالیا و بورس لندن معامله می‌شود.